# Ošljak (pohoří)
Ošljak (albánsky Oshlak, v srbské cyrilici Ошљак) je pohoří v jižním Kosovu. Pohoří se táhne západo-východním směrem od města Prizrenu až po údolí řeky Prizrenska Bistrica.
Nejvyšší vrchol pohoří s nadmořskou výškou 2212 nese stejný název jako celé pohoří. Mezi další vrcholy tohoto pohoří patří např. Koxha Ballkan (2043 m n. m.) a Pashallora (2039 m n. m.)
Jeho svahy jsou porostlé borovými a smrkovými lesy. Pouze zde se vyskytuje také mařinka (Asperula doerfleri Wettst). Pohoří přechází z jihovýchodní strany plynule k pohoří Šar Planina. Velká část pohoří také spadá do stejnojmenného národního parku.
V blízkosti pohoří se nachází vesnice Sredska.